# Internationale Cricket-Saison 1949/50
Die internationale Cricket-Saison 1949/50 fand zwischen November 1949 und April 1950 statt. Als Wintersaison wurden vorwiegend Heimspiele der Mannschaften aus Südasien, der Karibik und Ozeanien ausgetragen.

## Überblick

### Internationale Touren
| Beginn            | Heimteam  | Auswärtsteam | Resultate | Artikel |
| Beginn            | Heimteam  | Auswärtsteam | Test      | Artikel |
| ----------------- | --------- | ------------ | --------- | ------- |
| 24. Dezember 1949 | Südafrika | Australien   | 0–4 [5]   | Artikel |

## Nationale Meisterschaften
Aufgeführt sind die nationalen Meisterschaften der Full Member des ICC.
| Land       | First-Class              |
| ---------- | ------------------------ |
| Australien | Sheffield Shield 1949/50 |
| Indien     | Ranji Trophy 1949/50     |
| Neuseeland | Plunket Shield 1949/50   |